# Відносини Хорватія — НАТО
Хорватія в НАТО вступила 2009 року. У 2000 році почався процес приєднання до альянсу, коли держава вступила в Партнерство заради миру. В 2008 році країна отримала запрошення приєднатися до саміту в Бухаресті. 1 квітня 2009 року Хорватія стала повноправним членом НАТО.

## Прогрес переговорів
| Подія                   | Дата       |
| ----------------------- | ---------- |
| Партнерство заради миру | 25.05.2000 |
| План дій щодо членства  | 20.05.2002 |
| Запрошення приєднатися  | 03.04.2008 |
| Протокол про приєднання | 09.07.2008 |
| Ратифікація:            |            |
| Бельгія                 | 29.01.2009 |
| Болгарія                | 23.10.2008 |
| Канада                  | 14.01.2009 |
| Хорватія                | 25.03.2009 |
| Чехія                   | 22.12.2008 |
| Данія                   | 09.12.2008 |
| Естонія                 | 19.12.2008 |
| Франція                 | 04.02.2009 |
| Німеччина               | 19.12.2008 |
| Греція                  | 17.02.2009 |
| Угорщина                | 15.09.2008 |
| Ісландія                | 12.02.2009 |
| Італія                  | 23.12.2008 |
| Латвія                  | 18.09.2008 |
| Литва                   | 06.10.2008 |
| Люксембург              | 12.02.2009 |
| Нідерланди              | 17.02.2009 |
| Норвегія                | 24.11.2008 |
| Польща                  | 21.10.2008 |
| Португалія              | 13.02.2009 |
| Румунія                 | 21.10.2008 |
| Словаччина              | 24.10.2008 |
| Словенія                | 09.02.2009 |
| Іспанія                 | 18.12.2008 |
| Туреччина               | 26.11.2008 |
| Велика Британія         | 19.12.2008 |
| США                     | 26.09.2008 |
| Повне членство          | 01.04.2009 |

## Відносини з НАТО
Перші відносини Хорватії з НАТО відбулися 1953 році.
В 1994 році високопоставлена делегація Хорватії відвідала штаб-квартиру НАТО і заявила про бажання брати участь в програмі «Партнерство заради миру» (ПЗМ). Але тільки у травні 2000 року, Хорватія приєдналася до ПЗМ та приступила до реалізації першого етапу дій, передбачених ПЗМ.
У лютому 2001 року в штаб-квартирі альянсу було відкрито представництво Хорватії при НАТО. У 2003 році Албанія, Хорватія і Македонія, під егідою США, створили ініціативне об'єднання під назвою «Група Адріатичної хартії». Метою об'єднання був спільний рух до євроатлантичних структур, проте в 2008 році Македонія випала з цієї групи, оскільки її вступ до Північноатлантичного союзу був заблокований Грецією.
У жовтні 2006 року, успішно пройшовши чотири етапи, передбачених ПЗМ, Хорватія розпочала реалізацію п'ятого. У декларації Ризького саміту НАТО (листопад 2006 року) було відзначено значний прогрес, досягнутий Хорватією, і визначені тимчасові рамки для прийняття цієї країни до альянсу. У травні 2007 року опитування на замовлення уряду показало, що членство в НАТО було підтримано 52% населення, і 25% були проти. 2 квітня 2008 року, на Бухарестському саміті НАТО, Хорватія отримала формальне запрошення до вступу до Північноатлантичного союзу. Через кілька днів міністр закордонних справ Хорватії направив генеральному секретарю НАТО листа, в якому повідомлялося, що держава прийняла запрошення про початок вищевказаних переговорів. 25 березня 2009 року хорватський парламент ратифікував Північноатлантичний договір.